# Mayrellus
Mayrellus is een geslacht van vliesvleugeligen uit de familie Pteromalidae. De wetenschappelijke naam van dit geslacht is voor het eerst geldig gepubliceerd in 1910 door Crawford.

## Soorten
Het geslacht Mayrellus is monotypisch en omvat slechts de volgende soort:
- Mayrellus mirabilis Crawford, 1910